# Vulkan Akaděmii Nauk
Vulkan Akaděmii Nauk (rusky Вулкан Академии Наук, 1 180 m n. m.) je název vulkanického komplexu skládajícího se z několika stratovulkánů a kalder. Nachází se ve východní části poloostrova Kamčatka asi 10 km jižně od stratovulkánu Karymská sopka. Komplex leží na starší pleistocenní 15 km široké kaldeře Polovinka a vznikl přibližně před 30 000 roky. Tvoří jej dvě kaldery, Odnobokyj (5 x 4 km) a Akaděmii Nauk (3 x 5 km, v současnosti zalita vodami Karymského jezera), a stratovulkán Beljankin (1 180 m) nacházející se v severozápadní části staré kaldery.
Vulkanismus procházel od počáteční bazaltové fáze přes andezitovou až po finální ryolitovou fázi, při které vznikly dva maary na jižním a severním okraji jezera. Severní maar vznikl přibližně před 6 500 roky. Jediná historicky zaznamenaná erupce se odehrála 2. ledna 1996. Šlo o jednodenní explozivní erupci ryoliticko-bazaltových pyroklastik v blízkém okolí severního maaru.